# Driva
Driva, rijeka u Norveškoj duga 137,8 km. Izvire u planinama Dovrefjell, a na svome putu do Sunndalsfjorda protječe kroz duboke doline Drivdalen i Sunndalen. Na svom gornjem toku, prvo teče na sjever do Oppdala, a nakon toka skreće na zapad na putu do mora. Duž njezinog toka razvilo se nekoliko sela i gradića:  Grøa, Hoelsand, Lønset, Gjøra (gdje je nazivaju Sunndalselva), i Sunndalsøra na njezinom ušću.
Rijeka Dvina bila je poznata po lososima koje je gotovo u potpunosti uništio lososov parazit G. salaris, vrsta plošnjaka iz porodice Gyrodactylidae, koji živi u mladim lososima koje žive jede